# 維羅納省
維羅納省（義大利語：Provincia di Verona）是意大利威尼托大区的一個省。面積3,109平方公里，2014年人口923,664人。首府維羅納。威廉·莎士比亚的作品《罗密欧与朱丽叶》的故事地點就設定在维罗纳。
該省下分98市鎮。